# Адамов Денис Андрійович
Денис Адамов (рос. Дени́с Ада́мов, нар. 20 лютого 1998, Ульяновськ, Росія) — російський футболіст, воротар клубу «Сочі».

## Ігрова кар'єра
Денис Адамов народився у місті Ульяновськ. На професійному рівні грати у футбол почав у 2014 році у складі клубу РПЛ «Краснодар». У першій команді воротар зіграв лише у двох матчах. Дебют футболіста відбувся у вересні 2017 року у матчі 1/16 Кубка Росії.
Зайняти постійне місце в основі «Краснодару» Адамов шансів не мав, тому більшу частину своєї кар'єри він провів, граючи в оренді у другій та третій команди «чорно-зелених».
У жовтні 2019 року у матчі за третю команду «Краснодару» проти «Інтера» з Черкесська Денис Адамов забив гол у ворота суперників, чим приніс своїй команді перемогу вже у компенсований час.
19 липня 2020 року Адамов дебютував у РПЛ у матчі проти московського «Динамо», коли вже на 17-й хвилині був вилучений з поля основний воротар «Краснодара» Матвій Сафонов.
У лютому 2021 року Денис Адамов перейшов до складу іншого клубу РПЛ «Сочі».

## Кар'єра в збірній
У 2015 році Денис Адамов був внесений до заявки юнацької збірної Росії на участь у Чемпіонаті Європи (U-17)у Болгарії та Чемпіонату світу (U-17) у Чилі. Але на обох турнірах Адамов на полі так не з'явився.

## Титули і досягнення
«Зеніт»
- Чемпіон Росії (1): 2023–24
- Володар Кубка Росії (1): 2023–24
- Володар Суперкубка Росії (1): 2024